# 牧健二
牧 健二（まき けんじ、1892年5月（戸籍上は11月14日） - 1989年7月24日）は、日本の法制史家。京都大学名誉教授。

## 来歴・人物
京都府天田郡下川口村（現福知山市）出身。京都府立第三中学校・広島高等師範学校を経て、1918年7月に京都帝国大学文科大学史学科、また1921年に京都帝国大学法学部卒業。1923年に同大学法学部助教授となり、2年間訪欧し在外研究。帰国して後、1930年に教授となり、1933年の瀧川事件に際しては、大学当局の措置に対して辞表を撤回し残留。1935年「鎌倉時代ノ封建制度ノ研究、殊ニ封建的恩地私領ノ成立ニ就テ」により京都帝国大学法学博士。1941年からは法学部長を務め、1945年に退職する。1951年、京都学芸大学講師となり、1957年に教授、同年退職。1960年から1973年まで龍谷大学文学部・経済学部・法学部で教壇に立つ。1975年京都大学名誉教授の称号を授与される。
中田薫との間で、地頭論争を展開した。息子は法制史学者の牧英正。

## 著書
- 『日本法制史項目』（牧健二 述）九州帝国大学法文学部、1928年。
- 『日本法制史論 朝廷法時代 上巻』弘文堂、1929年。
- 『国史講座 第16巻 日本法制史』受験講座刊行会、1930年。
- 『日本法制史概論 第1分冊』弘文堂書房、1934年。
- 『日本法制史概論 第2分冊』弘文堂書房、1934年。
- 『日本法制史概論 第3分冊』弘文堂書房、1935年。
- 『日本法制史概論』弘文堂、1935年。
  - 『日本法制史概論』（改訂5版）弘文堂、1938年。
  - 『日本法制史概論』（改訂6版）弘文堂、1939年。
- 『日本封建制度成立史』弘文堂、1935年。
  - 『日本封建制度成立史』（第3版）弘文堂、1935年。
  - 『日本封建制度成立史』（改訂版）清水弘文堂書房、1969年。
- 『日本国体への反省』（牧健二 述・校訂）青年教育普及会、1935年。
- 『日本国体の理論』有斐閣、1940年。
  - 『日本国体の理論 訂正版』有斐閣、1941年。
  - 『日本国体の理論 増訂版』有斐閣、1943年。
  - 『日本国体の理論 増訂版』有斐閣、1944年。
- 『帝国憲法の歴史的基礎』日本文化協会出版部、1935年。
- 『日本固有法の体系』日本法理研究会〈日本法理叢書 第1輯〉、1941年。
- 『「いへ」の理念と世界観』星野書店、1945年。
- 『新日本の建設』星野書店、1946年。
- 『日本法制史概論』（完成版）弘文堂、1948年。
- 『西洋人の見た日本人』弘文堂、1949年。
- 『近代に於ける西洋人の日本歴史観』弘文堂、1950年。
  - 『近代における西洋人の日本歴史観』清水弘文堂書房、1969年。
- 『日本の原始国家』有斐閣、1968年。
- 『西洋人の見た日本史』清水弘文堂書房、1968年。

### 共著、編著、監修
- 『中世法制史料集 第2巻』（牧健二 監修, 佐藤進一, 池内義資 編）岩波書店、1979.1(第7刷)。